# Forsterina koghiana
Forsterina koghiana là một loài nhện trong họ Desidae.
Loài này thuộc chi Forsterina. Forsterina koghiana được miêu tả năm 1992 bởi Gray.